# Ager sanguinis
Az ager sanguinis (lat. ’vérmező’), olykor vérmezei vagy szarmadai csata a keresztes Antiochiai Fejedelemség és az ortokida Aleppó között 1119. június 28-án, a mai Szíriában található Szarmada közelében megvívott ütközet, mely a törökök győzelmével és a keresztes sereg teljes pusztulásával ért véget. Az antiochiai hadsereg főparancsnoka Salernói Roger, az aleppóié Ilgází mardini és aleppói emír volt.
1119-re Antiochia elfoglalta az Aleppó környéki erődöket, ezért a mind erősebb antiochiai fenyegetésre válaszul Ilgází ortokida emír méretes sereget gyűjtött, és 1119 júniusában támadást indított a keresztes fejedelemség ellen. Antiochia ura, Salernói Roger segítséget kért Jeruzsálemtől, ám végül az erősítés bevárása nélkül vonult fel a támadók ellen. Június 27. éjjelén a törökök bekerítették a keresztesek Szarmada melletti táborát; a másnap reggel kibontakozó ütközetben jóformán az egész antiochiai had odaveszett. Salernói Rogert megölték, a fejedelemség bárói közül sokan vagy ugyanerre a sorsra jutottak, vagy fogságba kerültek. Noha a muszlimok a csata után visszafoglalták a határ menti erődöket, súlyosabb csapást nem tudtak mérni Antiochiára. A keresztes forrásokban a veszteségek miatt ager sanguinisnek nevezett összecsapásról Walter kancellár Bella Antiochena című munkájában szemtanúi beszámoló maradt fent.

## Előzményei
Az itáliai normann származású Salernói Roger, a keresztes Antiochia ura 1115-ös Tell Dánit-i győzelme után kiterjesztette uralmát Aleppó környékére. Aleppó és Antiochia légvonalban hozzávetőleg 90 kilométerre fekszik egymástól, körülbelül félúton természetes határként húzódik a Dzsabal Talat hegyvidéke, melyet keletről és nyugatról is várak fogtak közre a határ védelmére. Ezen erődök közé tartozott a Dzsabal Talat keleti, antiochiai oldalán Ártah, Imm és Háram, valamint a hegység nyugati, síksággal övezett oldalán az Aleppótól nagyjából 30 kilométerre eső Szarmada, Atárib és Zardana. Ezek 1111-re mind keresztes ellenőrzés alatt voltak; majd 1118-ban az Aleppótól északra, a Zardana–Szarmada vonal meghosszabbításán lévő Azáz, 1119 elején pedig az északkeletre található Bizaa is Antiochiához került. A muszlim települést ekképp három irányból is ellenség fogta közre. A város uralkodója, Ilgází ibn Artuk és szövetségese, a búrida Tugtakín damaszkuszi atabég a szeldzsukoktól való félelmükben sokáig nem merték megkockáztatni teljes haderejük bevetését a keresztesek ellen; de az 1118-as szeldzsuk uralkodóváltás lehetővé tette a keresztesek elleni fellépést.
1119 tavaszán Ilgází törökökből, kurdokból és a szíriai sivatagban élő arabokból szervezett sereget; ügyének megnyerte Tugtakín damaszkuszi atabéget is, s a saizari munkididákkal ugyanekkor Antiochia déli részén végrehajtandó elterelő hadműveletekben állapodott meg. Thomas Asbridge történész hangsúlyozza, hogy ámbár Ilgází felhasználta a dzsihád ideológiáját a katonák lelkesítésére, a muszlim hadjárat elsődleges oka nem vallási volt: az antiochiai térhódításra, a határ keletebbre tolódására ez volt a racionális válaszlépés. Ilgází hada májusban indult meg Antiochia felé, közeledésüknek június elején hírét véve, Bernát antiochiai latin pátriárka győzködésére Salernói Roger II. Balduin jeruzsálemi királytól kért segítséget. II. Balduin, aki ekkor a Jordán völgyében háborúzott a damaszkusziakkal, nekikezdett a jeruzsálemi és tripoliszi csapatok toborzásának, és azt üzente, Salernói Roger védekezzék és tartson ki az erősítés megérkezéséig. Ilgází ezalatt Edessza környékén portyázott, majd júniusban átkelt az Eufráteszen, és az Aleppótól tizenöt mérföldre délre eső Kinnaszrínnál várakozott damaszkuszi szövetségeseire.
Salernói Roger június 20-án a teljes antiochiai haderővel kivonult a városból, átkelt az Orontészen a Vas hídon keresztül és az Antiochától nagyjából 40 kilométerre keletre lévő Ártah mellett tábort vert. A tábornak ugyan akadtak nehézségei az ellátmányozással, de jól megerősítették, és amennyiben itt maradnak az erősítés megérkezéséig, a keresztesek akadályozhatták volna az ellenség mozgását. Walter kancellár az antiochiai bárók győzködésének tulajdonítja, hogy a jeruzsálemi király és Bernát pátriárka tanácsa dacára Salernói Roger úgy döntött, elébe megy az ellenségnek: az antiochiai had továbbment Ártah alól, és Tell Akbirin erődjével szemközt, a Szarmadai-síkság keleti peremén, a muszlim forrásokban Balátnak nevezett helyen alakította ki újabb táborát. Az Ártahból való indulás előtt Salernói Roger meggyónta bűneit a pátriárkának, és végrendelkezett birtokai felől; végakaratának tartalma viszont nem ismert. Bernát pátriárka nem tartott a sereggel, hanem Ártahból visszament Antiochiába.

Antiochia és Aleppó térsége 1119 környékén

Az antiochiaiak helyzetéről és jelentős számbeli hátrányáról kereskedőnek álcázott kémek tájékoztatták Ilgázít. Emírjei nyomására ő is úgy határozott, hogy nem várakozik tovább Tugtakínra, és június 26-án egy kontingenst küldött Atárib keresztes erődjének megostromlására. Az ostromló egységet feltételezhetően Aleppó városi milíciája, az úgynevezett ahdász alkotta. A hadművelet lehetett csel, egyben kísérlet arra, hogy előcsalogassa a kereszteseket táboruk biztonságának elhagyására; de Thomas Asbridge történész szerint Atárib elfoglalása volt Ilgází tényleges szándéka, és csak azután határozta el az antiochiai főhad megtámadását, hogy szembesült ellenfele sebezhetőségével. Salernói Roger mindenesetre elővigyázatosan nem vonult teljes seregével Atárib felmentésére, hanem június 26–27. éjjelén Vieux-Ponts-i Róbert vezénylete alatt néhány katonát küldött az erőd megsegítésére. Ezek az erődítményből kitörő várúr, Alan és a védők segítségével visszaverték az ostromlókat.

### Haderő
Walter kancellár, Salernói Roger tanácsadója és krónikása, aki maga is ott volt a hadseregben, a keresztesek létszámát több, mint négyezer fősre becsülte: 700 lovagról és 3000 gyalogosról, továbbá nagy számú kiegészítő zsoldoscsapatról; az ellenség részéről pedig 100 000 főről tudósított. A szintúgy kortárs Foucher de Chartres, a jeruzsálemi udvar történetírója 7000 antiochiai elesettről és mindössze 20 fő török veszteségről írt. Türoszi Vilmos az előbbivel, Orderic Vitalis az utóbbival megegyező számokat közölt. Edesszai Máté hozzávetőlegesen 80 000 főre tette a muszlimok haderejét, míg a keresztes had méretét a következőképp részletezte: 600 fő frank lovasság, 500 fő örmény lovasság és 400 fő gyalogság, kiegészülve 10 000 „mindenféle rendűekből és rangúakból toborzott szedett-vedett” emberrel.
A muszlim krónikások közül Ibn al-Kalániszí az aleppóiak kapcsán nem írt pontos számot, a keresztény had nagyságát a lovagságot és a gyalogságot is beleértve 20 000 fősnek mondta. Ibn al-Aszír feljegyzéseiben 3000 latin lovag és 9000 keresztény gyalogos szerepel. Ibn al-Adím aleppói történetíró szerint Ilgází több, mint 40 000 katonát gyűjtött össze az Eufráteszen túli vidékről.
A súlyos páncélokban nehezen mozgó európai lovagok és gyalogság igencsak kiszolgáltatott volt az íjakkal felszerelt, könnyebb páncélzatot viselő török–szíriai könnyűlovasságnak, ezért a lovagság védelmére a keresztesek kezdetben helyi könnyűlovas íjászokat, úgynevezett turkopolokat verbuváltak. Salernói Roger seregének is volt turkopol egysége.
Mindent összevetve Steve Tibble történész a keresztesek létszámát 6-8000 fősre becsüli: a had felét, 3-4000 főt a jól képzett európai keresztesek és helyi keresztények tettek ki, a másik felét a képzetlen önkéntesek és jobb híján besorozottak alkották. A muszlim haderő ennél lényegesen nagyobb volt, akár háromszoros túlerőt is képviselhettek, főleg azt figyelembe véve, hogy a keresztény had képzetlen fele akár hátráltathatta is fejetlenségével a szakavatott katonákat.

### Előkészületek június 27–28. éjjelén
Vieux-Ponts-i Róbert és emberei június 27. éjjelén tértek vissza Atárib alól a fősereghez. Walter kancellár tanúsága szerint diadalittas beszámolójuk az Atáribot ostromló törökök elkergetéséről feltüzelte és vakmerőségre sarkallta az antiochiai nagyurakat. Abban, hogy a keresztesek ennyire könnyedén sutba dobták az óvatosságot, közrejátszhatott, hogy egyfelől nem ismerhették pontosan a velük szemben álló fél erejét, másrészt viselkedése alapján egyszerű portyázóknak, nem komoly összecsapásra készülőknek vélhették őket. A június 27-én éjszaka, Salernói Roger „bölcs embereinek” (proceres) és Péter apameai érseknek a részvételével tartott haditanácsban Salernói Roger elrendelte, hogy másnap a teljes hadsereg meneteljen Atárib alá, és ott csapjon össze a törökökkel. Walter kancellár megfogalmazása azt sugallja, hogy Salernói Rogernek az volt a szándéka: amennyiben június 28-án nem kerül sor csatára Atáribnál, úgy a következő nap, 29-én megelőző csapást mér az ellenségre. Salernói Roger az éj leple alatt a kincseket és a nehezebb málhát titokban Ártahba szállíttatta, nem akarván, hogy a teherhordók lassítsák a sereget az atáribi úton.
A haditerv szerint még az éjjel Hauteville Mauger negyven lovaggal és nagyjából azonos számú könnyűlovassal – inkább előhad jellegű, semmint az ellenfél létszámát és mozgását kikémlelő felderítő egységgel – elhagyta a tábort; s ugyanekkor tíz lovag az egyik közeli magaslaton álló toronyba küldetett azzal a céllal, hogy onnan tartsák szemmel a környéket.

### A keresztes tábor bekerítése
Június 28-án, szombaton napfelkeltekor a keresztes tábor áldozásra és áldásra gyűlt a hordozható tábori szentélyhez. Mialatt a katonák tábort bontottak, Salernói Roger háznépével vadászni ment; de vadászatát félbeszakítva a toronyhoz indult. A felderítők küldönce itt érte utol, és jelentette neki, hogy „az egész környéket, a hegyhátakat és a járhatatlan völgyeket, helyeket, melyeken még a vadak számára sem vezet át ösvény, ellepték az ellenség hordái.”
Az aleppóiak bekerítették a keresztesek táborát. Három, egyenként a keresztes sereggel azonos létszámú hadtestre oszlottak, és sikerült észrevétlenül előrenyomulniuk azon a terepen, melyről a keresztesek azt feltételezték, domborzati viszonyai miatt a lovasság nem tud rajta áthatolni. Az antiochiaiak a rájuk rontó ellenség létszámáról, a pontosabb erőviszonyokról valószínűleg csak ekkor, az éjszaka kiküldött Hauteville Mauger egységéből visszatérő néhány túlélőtől szereztek tudomást. Az egyetlen reményüket az ellenség vonalának áttörése és a több mérföldre lévő Atárib elérése jelentette. Ehhez a kereszteseknek fegyelmezetten, amolyan „harcoló menetoszlopban” kellett volna előrenyomulnia az erődig; ám a nagyszámú, képzetlen és rendszabályozatlan kiegészítő csapatok miatt Salernói Roger ezt a megoldást lehetetlennek tarthatta, és helyette azt a taktikát választotta, hogy rohammal megpróbálja szétszórni a muszlimokat, és újrarendeződésük előtt megkísérel eljutni Atáribba. Utasítására vagy elterelés, vagy az abból az irányból érkező szaracénok feltartóztatásának céljával Mazoir Rajnald és egysége Szarmada felé igyekezett átvágni magát.
Péter apameai érsek prédikációban buzdította a katonákat, meggyóntatta őket és Salernói Rogert. A keresztesek hadrendbe álltak; Salernói Roger rövid buzdító beszédét és a Szent Kereszt előtti tiszteletadást követően megindult a roham: „felharsantak a kürtök, trombiták és sípok, a szakaszok egymás után emelték fel zászlajukat, sorokba rendeződtek és Isten nevében megkezdték lelkes menetelésüket.”

## A csata
Walter kancellár beszámolója alapján Steve Tibble történész úgy rekonstruálta az eseményeket, hogy a keresztesek három csatasort − első, középső és hátsó − és ezen belül további különítményeket alkottak. A legelső csatasor öt egységre oszlott: Szent Péter csatarendjére (acies), a Szerzetes Gottfried, Fresnel Guidó és Robert de Saint-Lô vezette három zászlóaljra, végül a balszélen a turkopolok különítményére. Az arcvonal nem a középső csatasorral párhuzamosan, hanem ahhoz képest kissé rézsútosan helyezkedett el. Az elit Szent Péter zászlóalj indította a támadást; a további egységeknek felállásuk rendjében, jobbról balra, időben egymás után kellett rohamra indulniuk. A turkopolok feladata volt megóvni a törököktől a lovagosztagokat mindaddig, míg az egyes osztagoknak el nem jött az ideje a rohamra. R. C. Smail, szintén a kancellár leírásából kiindulva, úgy véli, a keresztesek az ellenség irányába nyíló V alakban álltak fel: a jobb oldali szárnyat Szent Péter katonatestvérisége, a bal oldalit Robert de Saint-Lô turkopoljai vezették, mögöttük rendre Szerzetes Gottfried és Salernói Roger egységei, a V csúcsán, az ellenségtől legtávolabb pedig Fresnel Guidó csapata.
A törökök arcvonala ellen intézett, jól szervezett első három támadás a Szent Péter-egység, Szerzetes Gottfried és Fresnel Guidó zászlóaljától ugyan megfutamította az ellenség első sorait, de az előrenyomuló hátsóbb vonalaiknak köszönhetően a muszlimok képesek voltak visszarendeződni. A keresztesek bal szárnyán felállított turkopol egységek Robert de Saint-Lô ellenségre rontó hadosztályát hivatottak védeni, de az ő rendjük bomlott meg elsőként. Csak a lovasság közé tudtak vegyülni, megzavarva az általuk fedezendő rohamot és menekülésükben Salernói Roger alatt küzdő, baráti katonákat sodorva magukkal. Az első keresztes vonal visszaszorulóban volt, s noha a Salernói Roger parancsnokolta második vonal kitartott, a hátsó, harmadik vonalat képező katonák reménytelennek látták a helyzetet, és anélkül, hogy egyáltalán érintkeztek volna az ellenséggel, menekülésbe kezdtek. Körülbelül száz-százhúsz lovagnak sikerült kitörnie, és Antiochiába menekülnie. Steve Tibble történész rámutatott arra, hogy ezek a katonák helyesen ítélték meg a helyzetet, mert a csata ekkorra már eldőlt, és csak így volt esélyük a túlélésre. Ezenközben a törökök nyílzáport zúdítottak a keresztesekre: a nyilazás szerepét az ütközet alakulásában a muszlim krónikások közül Ibn al-Adím és Ibn al-Kalániszí is hangsúlyozta; utóbbi szemtanúk beszámolója alapján azt írta, hogy az elhullott lovak sündisznókra emlékeztettek, úgy álltak ki belőlük a nyílvesszők. A harmadik vonal szétesése hátulról védtelenül hagyta Salernói Roger hadosztályát, és a törökök minden irányból körbezárhatták az antiochiaiakat, akiknek helyzetét súlyosbította az északi irányba forduló szél, mely porfelhőt fújt az arcukba. A gyalogság „ide-oda verődött, mígnem egy magaslaton tömörült össze, ezt azonban egy szempillantás alatt körbezárták a hitetlenek,” és lándzsadöfésekkel végeztek a keresztes katonákkal.
A délre véget érő ütközetben valamennyi antiochiai katona elesett, vagy fogságba került. Salernói Roger és háznépe a Szent Kereszt egy darabkáját őrző hordozható kis szentély tövében küzdött a végsőkig. Antiochia urával a sisakja orrvédője alá behatoló fejszúrás végzett. Az utolsó keresztesek a szentély és a fejedelmi sátor köré gyűltek; az előbbi előtt egy Euterpius nevű örmény katonának sikerült rövid időre összerendezni a még megmaradtakat, de nemsokára őket is megölték. A törökök teljesen ellepték nemcsak a csatamezőt, hanem a környező vidéket is, ellehetetlenítve a keresztesek menekülését. A Szent Péter-egység, mely katonatestvériség vagy katonai rend (militaris ordo) lehetett, és 1115-ben, a Tell Dánit-i győzelemnél is kitüntette magát, az ütközet után nem kerül elő többet a forrásokban – vagy teljesen megsemmisült, vagy oly súlyos veszteségeket szenvedett, hogy nem tudott később erőre kapni.
Mazoir Rajnald és lovagjai elértek Szarmadába: az erődtől nem messze ütközetet vívtak az aleppóiakkal, és ámbár vereséget szenvedtek, de a megsebesült Mazoir Rajnaldnak és háznépének sikerült átverekednie magát az ellenségen, és ideiglenes védelemre lelnie a toronyban. Másnap reggel Ilgází a teljes hadseregét felvonultatta az építmény alatt – mivel híján voltak az élelemnek, felmentőseregre pedig nem számíthattak, Mazoir Rajnald megadta magát. Az aleppói emír megkímélte az életét, embereinek azonban nem kegyelmezett. A fogolyként magukkal hurcolt, mintegy 500 antiochiai katona egy részét a törökök megkínozták és megölték, mialatt Ilgází és Mazoir Rajnald tárgyaltak. Az életben maradt rabokat láncra verve hajtották az Aleppóba diadalmenetben bevonuló muszlim sereg után, őket a város utcáin kínozták halálra. A keresztény foglyok megkínzatásáról, a velük való kegyetlen bánásmódról Walter kancellár – valószínűleg személyes tapasztalat alapján – hosszan és részletesen megemlékezett. Az előkelőbb foglyokat a váltságdíj reményében nem ölték meg.
A június 26–27-i atáribi expedíciót vezető Vieux-Ponts-i Róbert és emberi életben maradtak. Talán már a csatában sem vettek részt: sebesüléseik, kimerültségük miatt nem csatlakoztak a fő hadhoz, ilyenformán mikor látták annak végzetét, „[Antiochiába] siettek, ahol rettenetes híreikkel felrázták a lakosokat és hazájuk megvédésére sarkallták őket. Mintegy száznegyvenen menekültek meg azáltal, hogy nem tartózkodtak a táborban.”

## Következményei

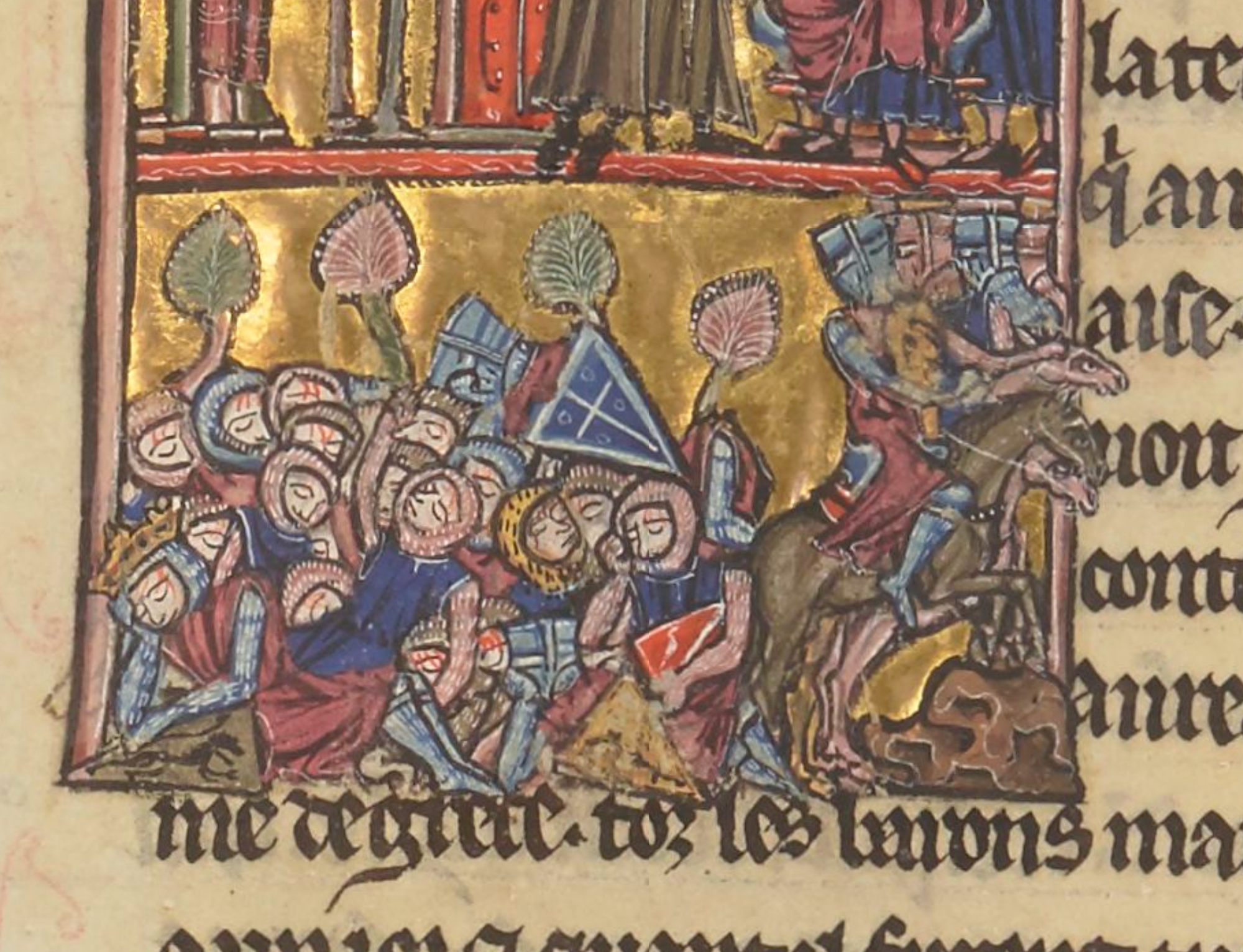
Az ager sanguinis ábrázolása Türoszi Vilmos krónikájának 13. századi francia fordításából

Ilgází a győzelem után Ártah ellen vonult; az egyik tornyot védő püspök szabad elvonulásért cserébe átadta a tornyot, a fellegvárat bíró, József nevű örmény parancsnok azonban megegyezett Ilgázíval, és egy muszlim küldött felvigyázása mellett megtarthatta a fellegvárat. Az Antiochia és kikötője, Szent Simeon megtámadására kiküldött türk csapatok jelentették, hogy Antiochiát erős őrség védi, a város megtámadására így nem került sor; de augusztus közepe táján az aleppóiak és a hozzájuk végre csatlakozó Tugtakín damaszkuszi atabég elfoglalták Atáribet, Immet és Zardanát, jelentősen nyugatra tolva ezáltal a keresztes állam határait. Az antiochiai had pusztulása okán a keresztesek nem tudták megakadályozni, hogy az országba betörő, portyázó türk nomádok a vidéki infrastruktúra jelentős részét tönkretegyék. Az Antiochiától nem messze fekvő Fekete-hegy kolostorközössége könnyű célpont volt a törökök támadásának, számos szerzetest kardélre hánytak.
Antiochia déli szomszédja, a munkidida Saizar az ager sanguinis nyomán visszahódította a Dzsabal asz-Szummák néven ismert fennsíkot Maarra, Albara és Kafartab városával egyetemben. Apameát is megtámadták, de a város ellenállt az ostromnak.
Antiochiában a katasztrófa hallatára Bernát pátriárka vette kézbe a város védelmének megszervezését: tartván a vele szemben ellenséges helybéli keresztények árulásától, begyűjtötte tőlük a fegyvereket, és korlátozott kijárást rendelt el számukra. A fegyvereket a latin keresztények – a papság, a szerzetesek, a frank kereskedők és lakosság – között osztotta szét, és állandó őrséget állított belőlük a falakra és a kapukhoz. II. Balduinhoz a király jöttét sürgető küldöncöt menesztett. Az uralkodó augusztus első napjaiban érkezett meg Antiochiába; a városi tanács őt tette meg régensnek az akkor még kiskorú és Dél-Itáliában élő II. Bohemund antiochiai fejedelem mellé. Augusztus 14-én a jeruzsálemi király Tell Dánit térségében megütközött a muszlimokkal; döntő győzelmet egyik fél sem tudott kivívni, de az összecsapás eredményeként Ilgází visszavonult Aleppóba. Az Antiochiai Fejedelemség hozzávetőleg egy év leforgása alatt Atárib, Zardana, Maarra, Albara és a Dzsabal asz-Szummák kivételével ismét elérte az ager sanguinis előtti földrajzi kiterjedését.
Az ager sanguinis nem annyira a területi-, mint inkább az emberveszteség miatt volt fordulópont az Antiochiai Fejedelemség történetében. Ura, Salernói Roger nem hagyott hátra utódot, és bár az örökösödési válságot megelőzte II. Balduin régensi kinevezése, de a királynak meg kellett osztania idejét és figyelmét Jeruzsálem és Antiochia között, ráadásul 1223–24-ben fél évre szaracén fogságba esett. Antiochia – éppen akkor, amikor a súlyos vereség miatt nagy szüksége lett volna rá – hét évre fizikailag állandóan jelen levő, bármikor elérhető uralkodó nélkül maradt. Az ország az urán kívül a vezető rétegből is többeket elveszített. Mazoir Rajnald és Arnulf, Maras udvarnagya (sénéchal, dapifer) a törökök foglya lett; augusztusban, Zardana védelme közben Leprás Róbert, a fejedelemség egyik leghatalmasabb bárója, Zardana, Szaone és Balatanosz ura is a muszlimok kezébe került, később kivégezték. A keresztes had parancsnokai közül Fresnel Guidó és Robert de Saint-Lô az ager sanguinist követően nem tűnnek fel a forrásokban – mivel a korábbi időkben rendszeresen szerepeltek a krónikákban, és az összecsapás sűrűjében voltak, későbbi említésük hiánya arra mutat, hogy ottmaradtak a csatatéren. Foucher de Chartres feljegyzése szerint II. Balduin a régensség átvétele után „kényszerűségből addig maradt Antiochiában, míg jog szerint oda nem adományozta az elhunytak birtokait az élőknek, és ki nem házasította az özvegyeket – akikből pedig sok volt […].”
Változott a fejedelemség helyzete a többi keresztes államhoz viszonyítva is: Hauteville Tankréd és Salernói Roger egyaránt Antiochia függetlenségének megerősítésén fáradoztak, akár a Jeruzsálemi Királyság és az Edesszai Grófság érdekeinek csorbítása árán is; ennek köszönhetően 1119-ben Antiochia a második legerősebb hatalom volt a térségben. Az ager sanguinis eredményeként a jeruzsálemi király vette át a fejedelemség irányítását, távollétében az antiochiai fegyveres erők az edesszai gróf parancsnoksága alatt álltak. Mindez Antiochia meggyengülését mutatja.
Az antiochiaiak által hatalmas becsben tartott Szent Kereszt-relikvia nem bukkan fel későbbi forrásokban, minden bizonnyal odaveszett az ager sanguinisnél.
Az ager sanguinis volt az utolsó alkalom, mikor a keresztesek a szaracén könnyűlovasság ellen a turkopolokat különálló egységként állították ki. A későbbiekben a hadszíntéren a rohamra induló egységek hátsó soraiban vetették be őket.

## Megítélése
A keresztesek oly súlyos veszteségeket szenvedtek az ütközetben, hogy a későbbiekben az ager sanguinis (’vérmező’) néven hivatkoztak a csatára. A vesztesek szomorúságának ellentételezéseként a muszlim beszámolók magasztalják az ütközetet; a 12. századi, damaszkuszi Ibn al-Kalániszí „az egyik legfényesebb győzelemnek” nevezte: „Az iszlám egyetlen ehhez fogható győzelmet sem aratott az elmúlt esztendőkben!” Ibn al-Adím a további diadalok elmaradását fájlalta: „ha Ilgází Antiochia ellen vonult volna, nem lett volna senki, aki megakadályozhatta volna, hogy a muszlimok bevonuljanak a városba.” A krónikák és a későbbi másodlagos források gyakran Ilgází iszákos természetének és a győzelmet ünneplő hosszú, húsznapos tivornyázásnak tulajdonítják az ager sanguinis utáni további terjeszkedés elmulasztását.
A történészek közül Steven Runciman, R. C. Smail és Steve Tibble is úgy látja, a muszlimok nem használták ki az ager sanguinis hozta helyzetet. A keresztesek megsemmisítő vereségének fényében várható „muszlim áttörés” elmaradásában Tibble szerint közrejátszott, hogy az aleppói emír által összegyűjtött haderő nomád zsoldosait elsősorban csatákban és portyákon lehetett bevetni, hódításra vagy leigázott területek ellenőrzésére nem voltak alkalmasak. Kollégáival ellentétben Thomas Asbridge úgy gondolja, az 1119-es aleppói támadásnak éppen az volt a célja, hogy a Dzsabal Talattól keletre fekvő erődök visszaszerzésével nyugatra tolja a határt, jelentősen csökkentve ezáltal Aleppó fenyegetettségét. Ezt Ilgází el is érte; és azt is helyesen mérte fel, hogy Antiochia elfoglalása meghaladta volna erejét.
Az ager sanguinisről szemtanúi beszámoló maradt az utókorra: a csata egyik résztvevője, a Salernói Roger tanácsadójaként és krónikásként is funkcionáló Walter kancellár túlélte az ütközetet és az azt követő aleppói fogságot is; emlékeit Bella Antiochena (’Antiochiai háborúk’) című művében írta le. Ebben a megsemmisítő vereséget Isten büntetésének tulajdonítja, mellyel kevélységükért sújtotta a keresztényeket; egyúttal vonakodik kifejezetten Salernói Rogert hibáztatni. A Bella Antiochena hallgat arról, hogy az antiochiaiak az ütközet előtt II. Balduinhoz fordultak segítségért, ezáltal az elbeszélés keretében Salernói Roger nem vádolható azzal a türelmetlenséggel és elbizakodottsággal, melyet a többi keresztény krónikás vetett a szemére. Walter kancellár ehelyett azt a stratégiai hibát teszi meg az ager sanguinis közvetlen okának, hogy az antiochiaiak az élelemben és vízben bővelkedő Ártah alól Szarmada–Balát alá vonultak. Az átvonulást ugyan Salernói Roger határozta el, de Walter kancellár szerint ezt azért tette, mert rossz tanácsokat fogadott meg: nem Bernát pátriárkára, hanem a továbbhaladást szorgalmazó bárókra hallgatott.
Foucher de Chartres, a keresztes háborúk másik kortárs, a Szentföldön élő krónikása egyértelműen és személy szerint Salernói Rogert állította bűnbaknak: Isten az ő bűnei – házasságtörés és trónbitorlás miatt – engedte meg az ager sanguinist. Mindazonáltal a történetíró emellett utalásokat tett Salernói Roger gőgjére és általában az antiochiai nemesség kapzsiságára is. Edesszai Máté és Orderic Vitalis az antiochiai hadvezetés türelmetlenségét hangsúlyozták az ager sanguinis megmagyarázásakor: mindketten végzetes hibának tartották, hogy az antiochiaiak nem vártak a jeruzsálemi erősítésre. A modern történészek közül Thomas Asbridge osztja Edesszai Máté és Orderic Vitalis meglátását, miszerint a vereség egyik fő oka az erősítés be nem várása volt. Ez lehetett vagy amiatt, hogy Salernói Roger demonstrálni akarta Antiochia erejét és függetlenségét Jeruzsálemtől; de éppúgy amiatt is, hogy Salernói Roger bízott abban, megismételheti az 1115-ös Tell Dánit-i diadalt, amikor szintén erősítés nélkül győzött a muszlimok felett. R. C. Smail történész Salernói Roger elővigyázatlanságát és Ilgází részéről a taktikai meglepetést nevezi a vereség két fő okának.